# Gustav-Adolf-Kirche (Mellrichstadt)

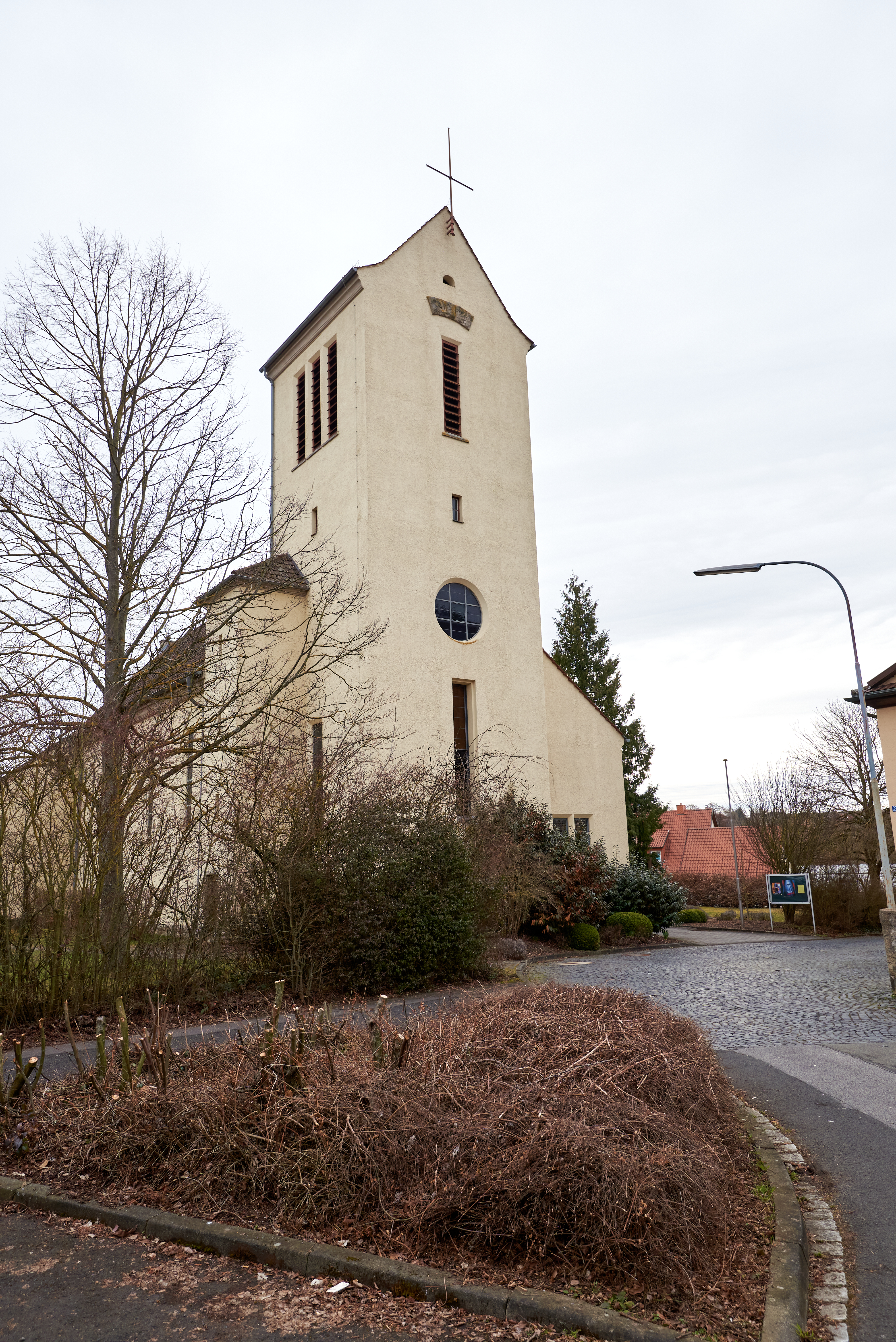
Gustav-Adolf-Kirche in Mellrichstadt

Die evangelische Gustav-Adolf-Kirche befindet sich in Mellrichstadt im unterfränkischen Landkreis Rhön-Grabfeld in Bayern. Sie gehört zu den Baudenkmälern von Mellrichstadt und ist unter der Nummer D-6-73-142-6 in der Bayerischen Denkmalliste registriert. Benannt ist sie nach dem schwedischen König Gustav II. Adolf.
Die Kirchengemeinde Mellrichstadt gehört zum Dekanat Bad Neustadt an der Saale, einem der 19 Dekanate des Kirchenkreises Ansbach-Würzburg der Evangelisch-Lutherischen Kirche in Bayern.

## Geschichte
Nachdem lange Zeit Räumlichkeiten für die Abhaltung evangelischer Gottesdienste in Mellrichstadt angemietet werden mussten, wurde schließlich im Jahr 1933 die im Stil der Zeit schlicht und ohne verzierendes Beiwerk erbaute Gustav-Adolf-Kirche eingeweiht. Großzügige Zuschüsse des Gustav-Adolf-Werks ermöglichten die Finanzierung.
Als Anfang der 2000er Jahre erhebliche Bauschäden offensichtlich wurden, wurden diverse Umbauarbeiten durchgeführt, die im März 2002 abgeschlossen waren. Dabei sollten alle verwendeten Materialien aus der Region kommen.
Ein groß dimensioniertes Kreuz wurde entfernt sowie ein Buntglasfenster im Altarraum eingebaut, das das österliche Licht in die Kirche lassen soll. Altar, Taufstein, Ambo, Vortragekreuz, Boden, Bänke und einiges mehr wurden im Rahmen der Renovierung erneuert. Das Raumkonzept stammte von den Schweizer Künstlern Kurt Sigrist und Godi Hirschi.
Der Altar besteht aus rotem Mainsandstein, der Taufstein aus schwarzem Basalt. Die Bänke wurden aus deutschem Ahorn gefertigt.
Der Raum der Kirche ist lichtdurchflutet. Wenn die Sonne nicht scheint, kommt ein elaboriertes Beleuchtungssystem zum Einsatz.